# Fulgora (hémiptère)
Genre
Fulgora est un genre d'insectes hémiptères de la famille des Fulgoridae et de la sous-famille des Fulgorinae.

## Liste d'espèces
Selon BioLib (6 déc. 2020) :
- Fulgora caerulescens Olivier, 1791
- Fulgora castresii Guérin-Méneville, 1837
- Fulgora cearensis (Da Fonseca, 1932)
- Fulgora coccinea Olivier, 1791
- Fulgora graciliceps Blanchard, 1849
- Fulgora intricata (Walker, 1857)
- Fulgora lampetis Burmeister, 1845
- Fulgora laternaria (Linnaeus, 1758)
- Fulgora limbata Olivier, 1791
- Fulgora lucifera Germar, 1821
- Fulgora orthocephala (Da Fonseca, 1926)